# Палаццо деи Диечи Сави
Палаццо деи Диечи Сави (итал. Palazzo dei Dieci Savi) — дворец, расположенный на Гранд-канале в Венеции, в сестиере (районе) Сан-Поло недалеко от моста Риальто.
Дворец был построен в первой половине XVI века по проекту Антонио дель Аббонди, известного как Скарпаньино. Он был резиденцией Dieci Savi alle Decime, «Десяти мудрых магистратов», отвечавших за финансы Венецианской республики, сохраняя эту функцию вплоть до прекращения существования последней в 1797 году. До 2014 года в здании размещалось Управление водными ресурсами (Magistrato alle Acque), упразднённое в 2014 году.

## Архитектура
У дворца имеется более длинный боковой фасад и короткий, обращённый к каналу. Первый этаж оформлен портиком с тридцатью семью полуциркульными арками, его потолок с крестовыми сводами покрыт фресками, большая часть которых сравнительно хорошо сохранилась.
Два верхних этажа имеют простые сдвоенные окна, они спроектированы в духе рациональности, в соответствии с функцией самого здания. Вверху проходит тонкий зубчатый карниз.
Фасад, выходящий на канал, имеет схожую планировку: он открыт четырьмя арками на первом этаже и пятью парами прямоугольных окон на верхних этажах.
Единственными декоративными элементами являются статуя XVI века на втором этаже, на углу между двумя фасадами, олицетворяющая Правосудие, и барельеф со львом Святого Марка, вставленный в круглую раму и датируемый 1848 годом, эпохой недолговечной Республики Святого Марка в противовес австрийскому господству.

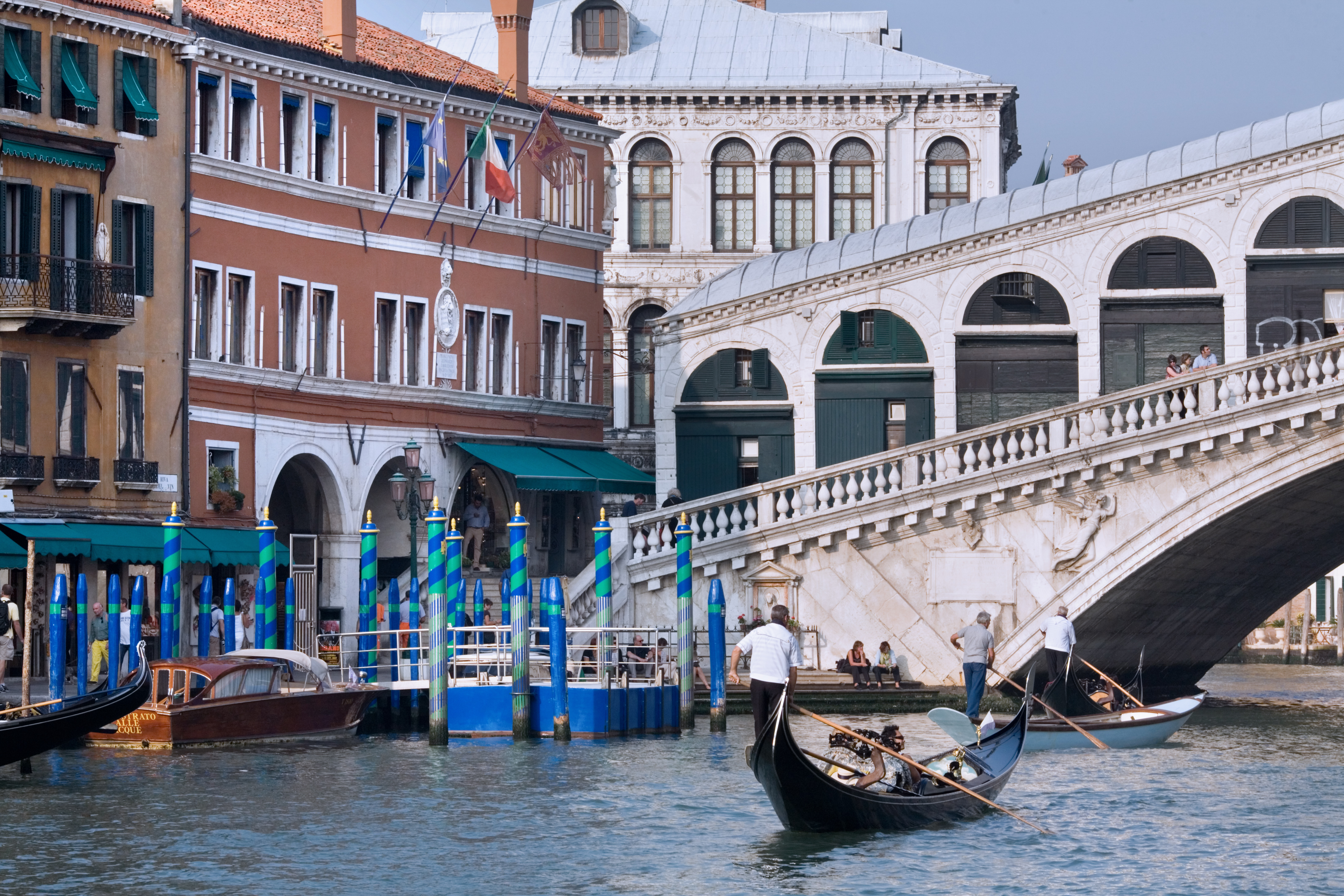
Палаццо и Мост Риальто
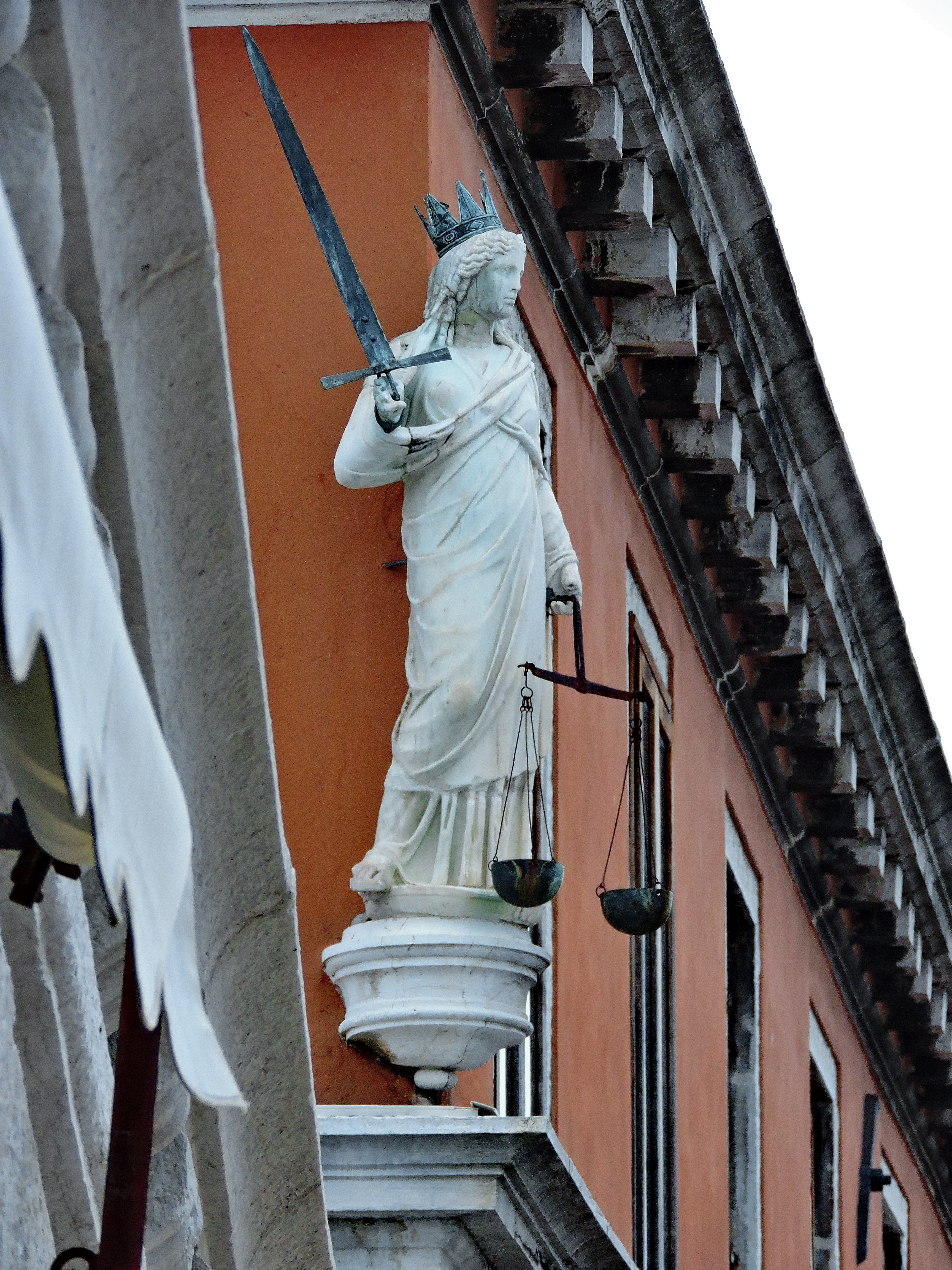
Статуя Правосудия
Лев Святого Марка